# Ahmed Balafrej
Ahmed Balafrej (en árabe,  أحمد بلافريج) nació en Rabat, capital del protectorado francés, el 8 de septiembre de 1908 y murió en la misma ciudad el 14 de abril de 1990. Político e intelectual, es una de las figuras clave del nacionalismo marroquí, considerado el fundador de la diplomacia marroquí moderna.
Ahmed Balafrej es el arquitecto de la unificación del movimiento nacionalista marroquí, que se cristalizó en el partido independentista Istiqlal. La acción de este partido, a nivel nacional e internacional, fue indispensable para la independencia de Marruecos, que llegó finalmente el 3 de marzo de 1956.
Gran diplomático y hombre de Estado, ocupó puestos de relevancia política en el Marruecos independiente, entre ellos el de primer ministro, pero se distanció del Istiqlal tras un periodo convulso de crisis y escisiones. Inspirado por el pensamiento de intelectuales como Chekib Arslan o al-Afghani y con una sólida formación, Balafrej desarrolló un espíritu modernista y diplomático que le valió el respeto tanto de los políticos franceses de la época como de los líderes del movimiento nacionalista marroquí. Abandonó por completo todo cargo público en 1972, sin haber dejado apenas testimonios o pruebas de su participación directa en la historia de Marruecos.

## Primeros años: construcción de la consciencia nacionalista

### Heredero de los Hornacheros
Ahmed Balafrej nace en 1908 en el seno de una familia conocida de la medina de Rabat de origen morisco. Su nombre de familia le relaciona con los descendientes de los tres mil hornacheros musulmanes de Badajoz que fundaron en 1610 la legendaria pero efímera República de Bouregreg o República de Salé.

### Una formación excepcional
Balafrej tiene el privilegio de recibir una formación intelectual excepcional en los años del protectorado (tan solo 53 marroquíes finalizan el bachillerato entre 1920 y 1934). Sus padres financian sus estudios primarios en la escuela de Bab Lâalou para realizar posteriormente la secundaria en el Colegio Musulmán de Rabat , futuro colegio Moulay Youssef.  Obtiene su graduado de secundaria en París, en el Liceo Henri IV, ya que el sistema colonial no le permite hacerlo en Rabat. Más tarde perfeccionará sus estudios árabes en la Universidad Fouad I de El Cairo (1927), antes de regresar a París para asistir a la Sorbona como estudiante de letras y ciencias políticas (de 1928 a 1932). Esta formación rica e internacional contribuyó a construir su consciencia nacional que más tarde se convirtió en un compromiso nacionalista férreo.
En mayo de 1926 se produce el brutal aplastamiento de la república del Rif y la consiguiente capitulación de Abd el Krim ante las tropas francesas. Este suceso fue considerado como el último acto de resistencia armada a la colonización. Balafrej y sus compañeros nacionalistas toman conciencia de la superioridad militar de los colonizadores y se centran en la creación de una resistencia política organizada que haga valer sus reivindicaciones. Está naciendo el embrión del movimiento nacionalista marroquí.
Balafrej funda en agosto del mismo año en Rabat la “Sociedad de los amigos de la verdad”,  que inaugura las formaciones nacionalistas marroquíes. A su regreso a París en 1928 para continuar sus estudios, participa en la creación de la AEMNAF (Asociación de estudiantes musulmanes norte-africanos en Francia) junto a personajes como Muhammad Hassan El Ouazzani, Mohammed El Fassi y Abdeljalek Torres. La asociación, dirigida por Balafrej en 1930, manifiesta de manera abierta por vez primera sus tendencias políticas con la decisión de Balafrej de excluir a aquellos miembros que hubieran adoptado la nacionalidad francesa. A partir de ese momento pasará a ser conocida en el Barrio Latino como “La asociación nacionalista”.

## La creación de un movimiento nacionalista

### La respuesta nacionalista al Dahir Bereber
En 1930, año de la proclamación del Dahir Bereber, Balafrej tiene veintidós años y se encuentra aún en París. Uno de los objetivos de este Dahir, basado en la política de “divide y vencerás”, era precisamente debilitar la agitación nacionalista que crecía entre las élites urbanas. El Dahir Bereber fue acompañado de duras críticas y protestas en su contra, respuesta en la que participaron activamente los jóvenes nacionalistas marroquíes, Balafrej entre ellos.
Balafrej se involucra en la campaña de internalización de la protesta contra el Dahir y decide ponerse en contacto con el emir Chekib Arslan, refugiado por aquel entonces en Laussane, Suiza. Chekib Arslan, aristócrata siro-libanés de doble cultura (occidental y árabe), era ya una figura emblemática de la Nahda  (Renacimiento árabe) y aspiraba a convertirse en el líder internacional del panarabismo. En las distancias cortas, la personalidad, la inteligencia política y la convicción de Arslan, impresionan sobremanera a Balafrej. Les unirá una estrecha amistad desde este momento, siendo Chekib Arslan de alguna manera el mentor de Balafrej, el cual, a su vez, le involucrará en la causa marroquí. Ambos comparten la idea de que la proclamación del Dahir se enmarca dentro de la ofensiva de desislamización de las naciones árabes por parte de la política de ocupación colonial.
Prolongando un viaje a España, Arslan se reúne el 8 de agosto de 1930 en Tánger con los principales líderes nacionalistas: Balafrej, El Fassi y Abdeljalil; para después pronunciar una serie de conferencias en Tetuán, a instancias de Abdesslam Bennuna y Abdelkhalek Torres. Las conferencias se prolongan por diez días. Su visita sirve para unir por primera vez a los nacionalistas del norte y del sur de Marruecos.
En esta época los lazos entre la élite nacionalista urbana y los representantes de las tribus del campo se van estrechando gracias a la propaganda expedida en forma de octavillas o camuflada en discursos religiosos. La respuesta interna contra el Dahir acaba en 1932 con el desencadenamiento de la violencia policial y numerosas detenciones, lo que motiva la creciente importancia de la protesta a nivel internacional. Arslan y Baafrej se reúnen en Madrid y el intelectual sirio decide apoyar la creación en Tetuan por parte Bennuna de la “Asociación hispano-musulmana”, fundada por iniciativa del diputado español J.F. Roca. Chekib Arslan llegó a ser definido como el enemigo número uno del partido colonialista francés.

### Revista Maghreb: la prensa al servicio de la causa marroquí
En el marco de estas protestas, los líderes nacionalistas marroquíes entran en contacto con jóvenes burgueses de la izquierda francesa a los que conocen por lo general en el Barrio Latino de París. Uno de ellos es Daniel Guérin, el cual se está iniciando en los movimientos socialistas y revolucionarios y llegará a ser un destacado historiador e ideólogo. El joven Guérin se une, como tantos otros izquierdistas, a la campaña contra el Dahir.
Robert-Jean Longuet, nieto de Karl Marx y abogado socialista parisino, era uno de estos franceses comprometidos con las causas nobles. A principios de 1932 recibe la visita de Balafrej, Ouazzani y Abdeljalil, los cuales, impresionados por la defensa que ha realizado Longuet del marroquí Ahmed Djebli (tras su arresto por las protestas contra el Dahir), le piden que se una a su causa para defender con la misma intensidad al resto de nacionalistas marroquíes acosados por las autoridades francesas. Esta reunión se convertirá en el comité de redacción de la revista Maghreb. La revista, editada en París y francófona, estará financiada por los círculos nacionalistas, siendo Longuet su redactor jefe y Balafrej su más prolífico redactor. Se distribuyen miles de ejemplares en Maruuecos a partir de julio de 1932. La revista permite a Balafrej introducirse en los medios políticos liberales y socialistas franceses y entablar contacto con las esferas dirigentes republicanos españoles.
La difusión de Maghreb en Marruecos fue prohibida por las autoridades francesas en 1934, al igual que tantas otras publicaciones de corte nacionalista de la época.

## Del reformismo a la lucha por la independencia

### El CAM y su Plan de Reformas
Entre los años 1933 y 1934 se forma el Comité de Acción Marroquí (CAM), que resulta de la agrupación de grupúsculos de jóvenes nacionalistas creados en Fez, Sale y Tetuán. El CAM constituye la primera organización nacionalista con carácter de partido político., contando entre sus filas con personalidades como Balafrej, Lyazidi, El Fassi, Said Hajji, Ouazzani, Bennuna o Torres.
Balafrej colabora en la redacción del llamado Plan de Reformas del CAM, un documento de corte reformista de 143 páginas sobre la política francesa en Marruecos. En el documento, publicado en árabe y después en francés, no se hacía ninguna alusión a la posible independencia de Marruecos y lo que pedía principalmente era el respeto de las leyes marroquíes por parte de las autoridades francesas. El Plan de Reformas fue una obra colectiva firmada por diez marroquíes: Omar Abdeljalil, Abdelaziz Bendriss, Ahmed Cherkaoui, Mohammed Diouri, Allal El Fassi, Mohammed Ghazi, Boubker Kadiri, Mohammed Lyazidi, Mohammed Mekki Naciri y Muhammad Hassan El Ouazzani, y presentada el 1 de diciembre de 1934 al sultán, al ministro de Asuntos Exteriores y al Residente General francés.  Balafrej no figura entre los firmantes, aparentemente por estar negociando al mismo tiempo la apertura de la escuela Mohammed Guessous en Rabat, primera escuela marroquí bilingüe de iniciativa no colonial. Otras versiones dicen que el Plan de Reformas fue la primera gran escisión de la CAM y que por ello muchos de sus integrantes no quisieron figurar en el documento. De todos modos, la propuesta fue prácticamente ignorada, tanto por las autoridades coloniales como por los miembros parlamentarios franceses de izquierdas.
En 1937, Balafrej sustituye a El Ouazzani como secretario general de la CAM, el cual ha decidido distanciarse de la organización para crear una propia junto a unos cuantos militantes. La nueva agrupación de El Ouazzani se convertirá posteriormente en el PDI (Partido Democrático de la Independencia).
En abril de 1937, las autoridades francesas toman medidas de prohibición contra el CAM para intentar evitar la apertura de sedes de la organización por todo Marruecos. Ante la disolución del CAM se funda en la clandestinidad el “Partido Nacional para la Realización del Plan de Reformas”, conocido simplemente como Partido Nacional. El partido se manifiesta por vez primera en el mes de julio, con el viaje de Balafrej y Abdeljalil a París para presentar una nueva memoria a François de Tessan, exigiendo mayor compromiso con las reivindicaciones presentadas en 1934.

### El Partido Nacional y el despertar a la reivindicación de la Independencia
En octubre de 1937, un decreto del visir ordena la disolución del Partido Nacional, por considerarlo la restitución del CAM. Se desata una ola de violencia y de arrestos, especialmente de los líderes de las agrupaciones nacionalistas de la zona. Allal El Fassi es obligado a exiliarse a Gabón, donde permanecerá nueve años, mientras El Ouazzani es enviado forzosamente al Sahara. Abdeljalil es puesto rápidamente en libertad y huye a la zona española, donde se reúne con Balafrej, el único que pudo sortear las represalias al encontrarse en el momento de los disturbios fuera del país.
Ante estos incidentes y el fracaso de las gestiones llevadas a cabo hasta el momento, la juventud nacionalista marroquí abandona la esperanza de un posible reparto del poder con los franceses y el fin de la ocupación colonial se perfila como la única solución posible.

## Gestiones diplomáticas en tiempo de guerra
El desarrollo de la Segunda Guerra Mundial alteró la configuración del panorama internacional y el equilibrio entre las potencias coloniales. La derrota de Francia en 1940 fue aprovechada por las autoridades españolas, que se anexionaron Tánger el 14 de junio.  Balafrej, como el resto de nacionalistas de las colonias francesas, aprovechó la coyuntura para impulsar la causa marroquí de la independencia.
En el panorama internacional se disputan y barajan las distintas ambiciones de las potencias. La Italia fascista aspira a anexionarse todo el Magreb árabe mientras que la Alemania nazi pretende sacar a España de su postura neutral ofreciendo al régimen de Franco la anexión de todo Marruecos. Al mismo tiempo, la propaganda pronacionalista marroquí encuentra apoyos en algunos medios extranjeros, como en Radio Berlin.
Balafrej se desplaza de Suiza a Berlín para notificar al ministro alemán de Asuntos Exteriores la necesidad imperiosa de reconocer la independencia de Marruecos. La entrevista, organizada por Chekib Arslan, tiene como objetivo real averiguar las intenciones alemanas con respecto a la política exterior. Balafrej siempre se opuso categóricamente a cualquier alianza con el nazismo, pero al mismo tiempo es consciente de la importancia de mantener buenas relaciones diplomáticas internacionales.
Regresa clandestinamente al norte de Marruecos antes de ser autorizado de nuevo a moverse libremente por el país en 1942, tras el desembarco de las tropas angloamericanas en las costas marroquíes. La situación en Marruecos es precaria: la población se ve mermada por las epidemias y el hambre y la administración colonial lleva a cabo una política muy restrictiva. Balafrej trata de retomar el contacto con los antiguos dirigentes del Partido Nacional y de reagrupar a los antiguos amigos de El Ouazzani. Al mismo tiempo mantiene una estrecha relación con los partidos políticos de la zona española, los cuales firman el Pacto Nacional en enero de 1943.
Pero la situación varía considerablemente cuando el sultán, tras haberse asegurado el apoyo americano , decide asumir públicamente la reivindicación de la independencia.

## La Independencia: una cuestión de tiempo

### El manifiesto de la Independencia
En 1944, Balafrej coordina la redacción del Manifiesto de la Independencia, firmado por 67 de sus compañeros nacionalistas, el cual da lugar a la creación del partido Istiqlal o partido de la Independencia. El Manifiesto se presenta oficialmente al sultán, al Residente General y a los representantes de los principales gobiernos aliados el 11 de enero de 1944.
Esta primera reivindicación pública de la independencia, que insistía en la sumisión al sultán de Marruecos, le valió su arresto por parte de la seguridad militar francesa, bajo la acusación de inteligencia con los alemanes. Tras cuatro meses de prisión sin juicio fue desterrado a Córcega, de donde no pudo regresar hasta junio de 1946. Durante el exilio de Balafrej, Mohamed Lyazidi lidera el nuevo partido. A su regreso funda el primer diario nacional en lengua árabe, Al Alam, del que se convierte en el redactor jefe.
En 1947, el lobby colonial francés decide convertir al general Juin en Residente General de Marruecos. El general Alphonse Juin era un hombre de ideas extremas, completamente contrario a la independencia de Marruecos y de Argelia. Con esta designación, Francia pretendía contrarrestar la creciente popularidad del sultán Mohamed V, el cual había proclamado recientemente en varios discursos su adhesión a la causa independentista.

### Internalización de la causa marroquí
Durante este año, Balafrej se traslada con su familia a Tetuan y después a Madrid, ciudad desde la que pone en marcha su intensa campaña de internalización de la causa marroquí para el reconocimiento de la independencia. Como secretario general del partido Istiqlal, lleva a cabo gestiones diplomáticas en los Estados Unidos, en Suiza, en Francia y en España. En Nueva York, modera la “Oficina Marroquí de Información y Documentación”, portavoz de las reivindicaciones independentistas.
Balafrej quería presionar al gobierno francés para que abandonara en manos de una autoridad soberana marroquí todos los asuntos concernientes con la policía, la diplomacia, la armada o el curso de la moneda. Su mayor reto era convencer a la diplomacia americana de la ventaja que les supondría transferir la responsabilidad de la defensa de sus intereses en el Mediterráneo de su aliado francés a un poder marroquí.
En este contexto, Balafrej intervino en 1953 en la Asamblea General de las Naciones Unidas, en la cual se realizó el voto de una resolución que pedía la autodeterminación de Marruecos. Este hecho no tuvo mayor trascendencia legal pero mostró a los franceses que la independencia era un hecho inevitable, tan solo una cuestión de tiempo.

### Enfrentamiento armado
Mientras tanto en Marruecos se ha desatado una ola de violencia por las manifestaciones que tienen lugar tras el asesinato del líder sindical tunecino Ferhat Hached. Los acontecimientos salpican al Istiqlal: unos cuatrocientos miembros son encarcelados y la cúpula dirigente se ve obligada a exiliarse. El mismo sultán sale del país en 1953 y se exilia en Madagascar con su familia.
A partir de este momento y espacialmente en 1954, las circunstancias de represión favorecen la formación de una resistencia armada, siendo esta vía la única posible para acceder al poder. Esta resistencia se organiza en la zona del protectorado español, donde se han refugiado muchos líderes nacionalistas aprovechando la mayor libertad que ofrecía el gobierno español. Balafrej, por su talante diplomático, se mantiene al margen de la formación de grupos violentos pero sin condenarlos. Al contrario que algunos de sus antiguos compañeros, como Allal El Fassi, Torres o Ben Barka, Balafrej no toma partido en el enfrentamiento por el control de estos grupos.

### Las negociaciones para la Independencia
Incapaz de resistir más las presiones internacionales, Francia busca en agosto de 1955 interlocutores marroquíes con los que negociar una parcial independencia. Una delegación francesa dirigida por Edgard Faure se reúne con representantes del PDI en Aix-les-Bains. Balafrej sigue y dirige desde Ginebra las negociaciones pero no consigue el permiso para viajar a Francia. Exponen sus exigencias: el regreso del sultán a Marruecos y la constitución de un gobierno de transición bajo la autoridad de este. En definitiva, la abrogación del tratado de Fez, que dio lugar al comienzo de la colonización.

### El Istiqlal: un partido monárquico
El Istiqlal se declara desde el primer momento como un partido monárquico. Gracias a su intervención el sultán Mohamed V y el príncipe Hassan logran regresar finalmente de su exilio forzado en noviembre de 1955. El regreso triunfal del monarca constituye una imagen que quedó grabada a fuego en el imaginario popular marroquí. La familia real se percata enseguida de la deuda que ha contraído con el Istiqlal y su líder Balafrej y de la representatividad incontestable del partido. Esta relación de fidelidad mutua se mantendrá hasta 1972.
En noviembre de 1955 se organizan reuniones para estructurar la transición y el gobierno provisional obtiene el apoyo de los dirigentes históricos del movimiento nacionalista, incluyendo a El Fassi (a pesar de la rivalidad personal que le oponía a Balafrej). En el mes de diciembre Balafrej organiza un congreso extraordinario del partido Istiqlal y se erige oficialmente como secretario general del recién promulgado gobierno marroquí de transición. La declaración de la Independencia del Reino de Marruecos se produce el 2 de marzo de 1956.

## El papel de Balafrej en el Marruecos independiente
Se crea un gobierno provisional con 21 ministros, de los que tan solo nueve son pertenecientes al Istiqlal. El príncipe Hassan toma al mando de la nueva Armada Nacional. Enseguida se organiza la representación internacional de los intereses marroquíes. Debido a su experimentada trayectoria, Balafrej es nombrado ministro de Asuntos Exteriores.
Balafrej será el primer ministro de Exteriores del Marruecos independiente hasta el año 1958, en el que es nombrado primer ministro. Durante estos años realiza una intensa labor diplomática: abre embajadas y consulados, y concreta la adhesión de Marruecos a los grandes organismos internacionales como la ONU, la LPA (Liga de los Países Árabes) y la OUA (Organización de la Unión Africana). El 20 de mayo de 1956 firma el convenio franco-marroquí que consagra la creación de una diplomacia marroquí libre de la tutela francesa. Después negocia con éxito con las autoridades españolas la devolución de Tarfaya y de Tánger. Todo ello convierte a Ahmed Balafrej en el verdadero fundador e iniciador de la diplomacia marroquí moderna.
	En 1958 el sultán nombra a Balafrej primer ministro de un gobierno formado exclusivamente por miembros del Istiqlal, el primero y único de estas características en la historia de Marruecos. Balafrej sienta las bases de una monarquía constitucional moderna marroquí. Mantiene una postura rígida e intransigente en cuanto a la presencia de tropas francesas y americanas en el país pero es realmente el nuevo rey, Hassan II , quien negocia la evacuación definitiva de estas tropas (en 1960 salen los militares franceses y en 1963 los americanos).

## Distanciamiento y retirada de la política
Balafrej no ostenta durante mucho tiempo su nuevo cargo. A finales del año 1958 una nueva ola de violencia sacude al país y su postura en el gobierno se debilita, por lo que presentará su dimisión.
La unidad del movimiento nacional que Balafrej representaba se ve atacada por diversas escisiones y luchas internas, lo que genera, a instancias de El Fassi, la supresión de su puesto de secretario general del Istiqlal.
Vuelve al gobierno en 1962 como ministro de Exteriores de Hasan II, y entre 1963 y 1972 es consejero personal del monarca. Este cargo es puramente nominativo y de protocolo, siendo Balafrej el primero en ostentarlo. Es una manera de rendir homenaje a este hombre de Estado ya “despolitizado” y apartado de cualquier tipo de control sobre el gobierno.
Finalmente, en 1972, Balafrej dimite de todo cargo oficial tras el arresto, la tortura y la condena de su hijo Anis, activista político antimonárquico. Ahmed Balafrej muere en Rabat en mayo de 1999 tras una larga enfermedad. Sus restos reposan en el interior de la mezquita Moulay Mekki, tal y como manifestó su deseo en vida.